# Магма (група)
Вижте пояснителната страница за други значения на Магма.
Magma е френска музикална група, която еднозначно не би могла да бъде причислена към определен музикален стил, освен може би към Rock in Opposition (R.I.O) и създател на движението „Zeuhl“. Групата е снована е от Кристиан Вандер – композитор/перкусионист/певец през 1969.

## История и стил
Кристиан Вандер основава Магма 2 години след смъртта на Джон Колтрейн, от който се възхищава изключително много. Смятайки, че е невъзможно да се композира джаз след Колтрейн, той измисля собствена музика „Zeuhl“ – дума, която на измислен, несъществуващ език означава „небесна музика. смесва влияние от съвременната музика: главно Игор Стравински, free jazz и авангарден рок: „Софт Машин“, Франк Запа.
Магма е школа и група, в която са свирили много музиканти преди да придобият известност (около 150 музиканта). Това, което отличава Магма от болшинството други Rock и Pop групи, е че оставя много малко място за импровизация.

## Дикография
- 1970 – Kobaïa
- 1971 – 1001° Centigrades
- 1971 – Univeria Zekt: The Unnamables
- 1971 – Bruxelles 1971 – Théâtre 140 (en public)
- 1973 – Mekanïk Destruktïw Kommandöh
- 1973 – Sons et Document (Vander, Top, Blasquiz & Garber)
- 1973 – Mekanïk Kommandöh
- 1974 – Köhntarkösz
- 1974 – Wurdah Ïtah (bande originale du film Tristan et Iseult)
- 1974 – BBC Londres (en public)
- 1974 – Bremen 1974 (radio broadcast)
- 1975 – Live-Hhaï (en public)
- 1975 – Théâtre de Taur – Toulouse (en public)
- 1975 – Utopic Sporadic Orchestra – Nancy 1975
- 1976 – Üdü Wüdü
- 1976 – Opéra de Reims (en public)
- 1976 – Vandertop – Best on Tour 1976
- 1977 – Inédits (compilation)
- 1978 – Attahk
- 1981 – Retrospektïw I-II (en public)
- 1981 – Retrospektïw III (en public)
- 1981 – Bobino 1981 (en public)
- 1984 – Merci
- 1985 – Mythes et Légendes
- 1992 – Les Voix – Douarnenez (en public)
- 1995 – Concert Bobino
- 1997 – Kompila (compilation)
- 1998 – Floë Ëssi / Ëktah
- 2000 – Theusz Hamtaahk Trilogie (en public)
- 2004 – Köhntarkösz Anteria (K.A)
- 2015 – Šlaǧ Tanƶ
- 2019 – Zëss
- 2022 – Kartëhl